# Saint-Joseph (Reunião)
Saint-Joseph é uma comuna francesa no departamento ultramarino de Reunião. Estende-se por uma área de 178.50 km², e possui 37.517 habitantes, segundo o censo de 2018, com uma densidade de 210 hab/km².